# Die Grüne
Die Grüne (Eigenschreibweise: die grüne) ist eine monatlich erscheinende Fachzeitschrift für die Schweizer Landwirtschaft. Sie wurde 1864 gegründet. die grüne hat eine WEMF-beglaubigte Auflage von 14'238 (2023) verbreiteten Exemplaren und eine Reichweite von 67'000 Lesern (WEMF MACH basic 2018-1). Das Fachmagazin erscheint im Verlag der Schweizer Agrarmedien AG in Münchenbuchsee im Kanton Bern. Chefredaktor war von 2017 bis 2024 Jürg Vollmer.

## Geschichte
die grüne wurde 1864 gegründet, damals unter dem Titel Landwirtschaftliche Zeitung, ab 1873 als Schweizerische Landwirtschaftliche Zeitschrift. 1890 übernahm der Schweizerische Landwirtschaftliche Verein (SLV) die Zeitschrift, die vorher einen privaten Herausgeber hatte.
Nach dem Zweiten Weltkrieg war die Schweizerische Landwirtschaftliche Zeitschrift die auflagenstärkste landwirtschaftliche Fachpublikation der Schweiz und trug unter anderem auch zur Modernisierung der Schweizer Landwirtschaft bei. Von den Schweizer Landwirten wurde die Zeitschrift wegen ihres grünen Umschlags „die Grüne“ genannt. Seit 1953 ist das deshalb der offizielle Titel der Fachzeitschrift.
Seit 1999 wird die grüne von der Schweizer Agrarmedien AG, einem unabhängigen landwirtschaftlichen Fachverlag, herausgegeben.

## Inhalte
Von 1891 bis 1999 erschien die Zeitschrift wöchentlich, bis 2017 dann zweimal monatlich, und seit 2018 erscheint die grüne als Monatszeitschrift mit jeweils 100 Seiten Inhalt über Landtechnik, Tierhaltung, Pflanzenbau, Agrarpolitik und Hof-Management.
Laut ihrem eigenen Leitbild setzt sich die grüne für eine produktive und gleichzeitig ressourcenschonende, nachhaltige Landwirtschaft ein.

## Chefredaktion
Alle Chefredakteure von 1917 bis zum Ende des 20. Jahrhunderts absolvierten ihr Studium am heutigen ETH-Institut für Agrarwissenschaften. Unter den Chefredakteuren von die grüne befanden sich mehrere nicht nur in der Landwirtschaft, sondern auch in den Bereichen Politik und Bildung bekannte Persönlichkeiten. So leitete der Chefredakteur und Nationalrat Bonaventura Baumgartner beispielsweise 1884 die eidgenössische Agrarpolitik ein, wie in der Geschichte der Landwirtschaft in der Schweiz beschrieben. Der spätere Bundesrat und stellvertretende FAO-Generaldirektor Friedrich Traugott Wahlen erlangte seine Bekanntheit während des Zweiten Weltkriegs, als er mit dem nach ihm benannten Plan Wahlen die Selbstversorgung in der Schweiz steigern konnte.
| Von  | Bis  |                                                             |
| ---- | ---- | ----------------------------------------------------------- |
| 1864 | 1872 | Carl Monnard                                                |
| 1873 | 1874 | Bonaventura Baumgartner                                     |
| 1874 | 1881 | Adolf Kraemer                                               |
| 1881 | 1882 | Friedrich Gottlieb Stebler                                  |
| 1883 | 1888 | Felix Anderegg                                              |
| 1889 | 1917 | Friedrich Gottlieb Stebler                                  |
| 1917 | 1923 | Gottlieb Glättli                                            |
| 1923 | 1965 | Otto Sturzenegger                                           |
| 1923 | 1936 | Oskar Howald (gemeinsam mit Otto Sturzenegger)              |
| 1936 | 1942 | Friedrich Traugott Wahlen (gemeinsam mit Otto Sturzenegger) |
| 1965 | 1970 | Kurt Pfenninger                                             |
| 1970 | 1993 | Carlo Sacchetto                                             |
| 1994 | 1997 | Christian Schenk                                            |
| 1997 | 1999 | Ruth Floeder-Bühler                                         |
| 2000 | 2001 | Stephan Schneider                                           |
| 2001 | 2013 | Stefan Kohler                                               |
| 2014 | 2015 | Cornelia von Däniken                                        |
| 2015 | 2016 | Adrian Krebs                                                |
| 2017 | 2024 | Jürg Vollmer                                                |